# Pedicularis incisopetala
Pedicularis incisopetala är en snyltrotsväxtart som beskrevs av E. Menzel, H. Menzel och H. Zoller. Pedicularis incisopetala ingår i släktet spiror, och familjen snyltrotsväxter. Inga underarter finns listade i Catalogue of Life.